# Уаимангу

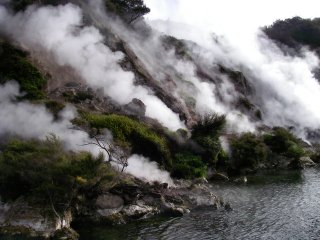
Геотермальная активность на берегу озера Ротомахана, где ранее располагались Розовые и Белые террасы.

Уаимангу (англ. Waimangu) — вулканическая рифтовая долина, расположенная примерно в 20 км юго-восточнее города Роторуа, в центрально-северной части острова Северный Новой Зеландии. Представляет собой комплекс геотермальных источников, большой частью возникших в результате извержения вулкана Таравера 10 июня 1886 года. Долина включает в себя озеро Ротомахана и территорию на которой ранее располагались Розовые и Белые террасы. Также в долине расположен одноименный гейзер, на данный момент неактивный, он действовал с 1900 года по 1904 год, нерегулярно с периодом от 5 до 30 часов. Этот гейзер являлся самым большим и мощным на Земле, при каждом извержении он выбрасывал около 800 тонн воды, и захваченные струей камни поднимались до высоты 457 метров. Действие гейзера прекратилось вследствие понижения на 11 метров уровня воды в соседнем озере Таравера.
Название долины в переводе с маори, коренного языка Новой Зеландии, означает «чёрная вода», что связано с характерной окраской грязевых масс, когда-то извергавшихся из недр местного гейзера.
Долина является местом обитания многочисленных валлаби. Также на территории долины встречается чёрный лебедь. И валлаби, и чёрный лебедь были сюда завезены из Западной Австралии в XIX веке Джорджем Греем.